# Clusia picardae
Clusia picardae är en tvåhjärtbladig växtart som beskrevs av Ignatz Urban. Clusia picardae ingår i släktet Clusia och familjen Clusiaceae. Inga underarter finns listade i Catalogue of Life.